# Communauté de communes Haut-Limousin en Marche
La communauté de communes Haut-Limousin en Marche est une communauté de communes française, située dans le département de la Haute-Vienne, en région Nouvelle-Aquitaine.

## Historique
Elle est issue de la fusion au 1er janvier 2017 de trois intercommunalités : la communauté de communes de la Basse Marche, la communauté de communes Brame-Benaize et la communauté de communes du Haut Limousin,.
Le 1er janvier 2019, les communes de Bussière-Poitevine, Darnac, Saint-Barbant et Thiat fusionnent pour constituer la commune nouvelle de Val-d'Oire-et-Gartempe,.

## Territoire communautaire

### Géographie
Située au nord  du département de la Haute-Vienne, la communauté de communes Haut Limousin en Marche regroupe 40 communes et présente une superficie de 1 266,2 km2.

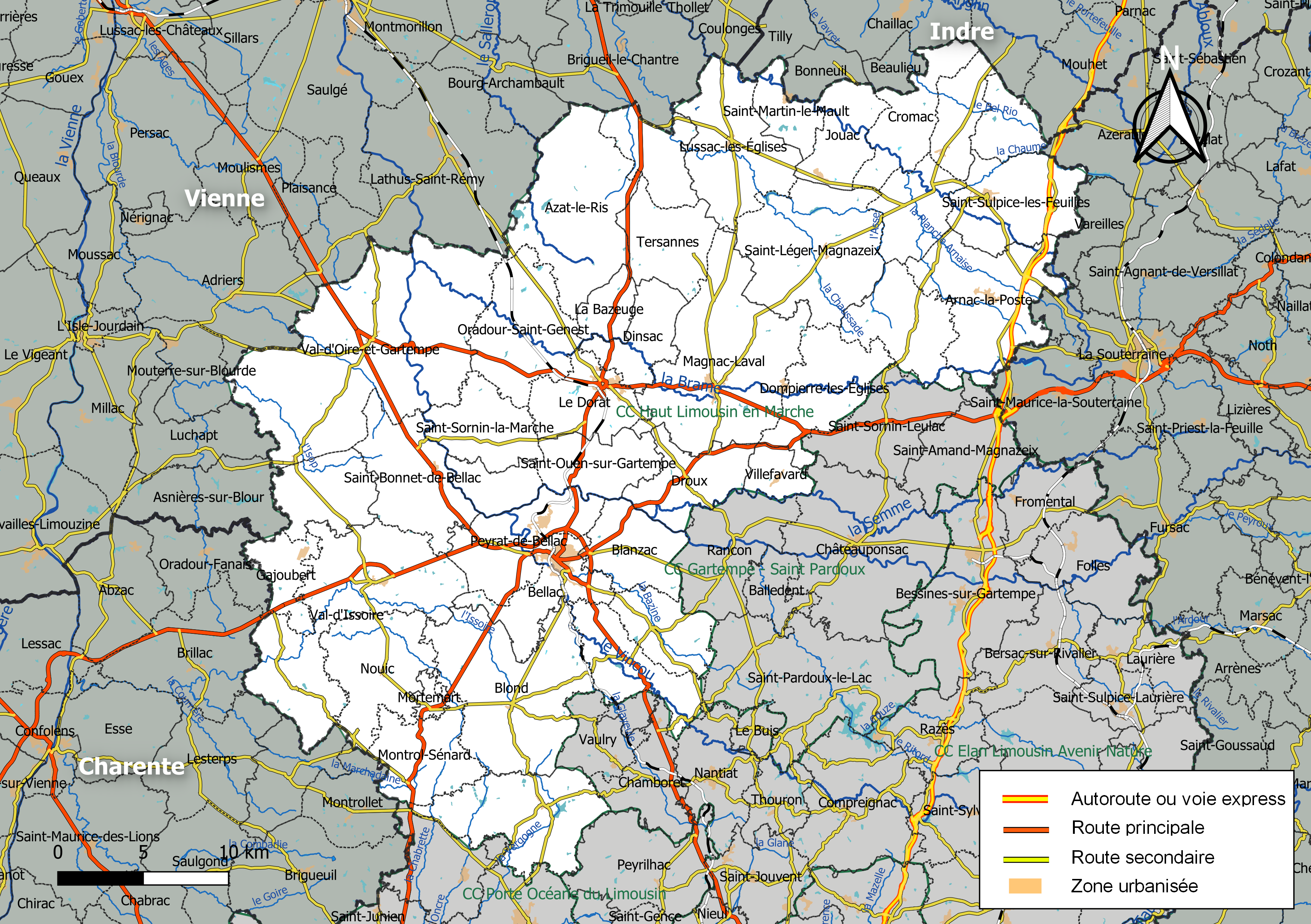
Carte de la communauté de communes Haut Limousin en Marche au 1er janvier 2019.

### Composition
La communauté de communes est composée des 40 communes suivantes :

| Nom                        | Code Insee | Gentilé          | Superficie (km2) | Population (dernière pop. légale) | Densité (hab./km2) |
| -------------------------- | ---------- | ---------------- | ---------------- | --------------------------------- | ------------------ |
| Bellac (siège)             | 87011      | Bellachons       | 24,42            | 3 569 (2022)                      | 146                |
| Arnac-la-Poste             | 87003      | Arnacois         | 46,62            | 911 (2022)                        | 20                 |
| Azat-le-Ris                | 87006      | Azataux          | 56,22            | 240 (2022)                        | 4,3                |
| La Bazeuge                 | 87008      | Bazeugeois       | 10,19            | 144 (2022)                        | 14                 |
| Berneuil                   | 87012      | Berneuillais     | 26,09            | 429 (2022)                        | 16                 |
| Blanzac                    | 87017      | Blanzanniers     | 23,5             | 479 (2022)                        | 20                 |
| Blond                      | 87018      | Blonneaux        | 64,69            | 690 (2022)                        | 11                 |
| Cieux                      | 87045      | Ciellois         | 41,06            | 1 001 (2022)                      | 24                 |
| La Croix-sur-Gartempe      | 87052      | Cronauds         | 12,74            | 163 (2022)                        | 13                 |
| Cromac                     | 87053      | Cromachons       | 24,15            | 246 (2022)                        | 10                 |
| Dinsac                     | 87056      | Dinsacois        | 19,43            | 245 (2022)                        | 13                 |
| Dompierre-les-Églises      | 87057      | Dompierrois      | 30,62            | 373 (2022)                        | 12                 |
| Le Dorat                   | 87059      | Dorachons        | 23,77            | 1 526 (2022)                      | 64                 |
| Droux                      | 87061      | Drouniers        | 23,98            | 361 (2022)                        | 15                 |
| Gajoubert                  | 87069      |                  | 14,11            | 148 (2022)                        | 10                 |
| Les Grands-Chézeaux        | 87074      | Chézaliens       | 13,51            | 227 (2022)                        | 17                 |
| Jouac                      | 87080      | Jouacais         | 20,31            | 189 (2022)                        | 9,3                |
| Lussac-les-Églises         | 87087      | Lussacois        | 41,02            | 463 (2022)                        | 11                 |
| Magnac-Laval               | 87089      | Magnachons       | 72,22            | 1 693 (2022)                      | 23                 |
| Mailhac-sur-Benaize        | 87090      |                  | 21,2             | 273 (2022)                        | 13                 |
| Montrol-Sénard             | 87100      |                  | 27,17            | 253 (2022)                        | 9,3                |
| Mortemart                  | 87101      | Mortemartois     | 3,6              | 127 (2022)                        | 35                 |
| Nouic                      | 87108      | Nouaijauds       | 35,95            | 430 (2022)                        | 12                 |
| Oradour-Saint-Genest       | 87109      |                  | 37,9             | 354 (2022)                        | 9,3                |
| Peyrat-de-Bellac           | 87116      | Peyrachons       | 31,2             | 1 059 (2022)                      | 34                 |
| Saint-Bonnet-de-Bellac     | 87139      |                  | 34,51            | 456 (2022)                        | 13                 |
| Saint-Georges-les-Landes   | 87145      | Georgeois        | 16,21            | 232 (2022)                        | 14                 |
| Saint-Hilaire-la-Treille   | 87149      | Treilhilairois   | 29,14            | 360 (2022)                        | 12                 |
| Saint-Junien-les-Combes    | 87155      |                  | 20,59            | 182 (2022)                        | 8,8                |
| Saint-Léger-Magnazeix      | 87160      | Saint-Léginauds  | 55,71            | 489 (2022)                        | 8,8                |
| Saint-Martial-sur-Isop     | 87163      |                  | 23,44            | 146 (2022)                        | 6,2                |
| Saint-Martin-le-Mault      | 87165      |                  | 12,5             | 145 (2022)                        | 12                 |
| Saint-Ouen-sur-Gartempe    | 87172      |                  | 22,12            | 214 (2022)                        | 9,7                |
| Saint-Sornin-la-Marche     | 87179      | Saturniniens     | 24,39            | 224 (2022)                        | 9,2                |
| Saint-Sulpice-les-Feuilles | 87182      | Saint-Sulpiciens | 35,63            | 1 196 (2022)                      | 34                 |
| Tersannes                  | 87195      | Tersannauds      | 24,64            | 128 (2022)                        | 5,2                |
| Val d'Issoire              | 87097      |                  | 71,6             | 1 031 (2022)                      | 14                 |
| Val-d'Oire-et-Gartempe     | 87028      |                  | 121,46           | 1 712 (2022)                      | 14                 |
| Verneuil-Moustiers         | 87200      |                  | 19,39            | 122 (2022)                        | 6,3                |
| Villefavard                | 87206      | Villefavardais   | 9,22             | 164 (2022)                        | 18                 |

### Démographie
| 1968   | 1975   | 1982   | 1990   | 1999   | 2007   | 2012   | 2017   |
| ------ | ------ | ------ | ------ | ------ | ------ | ------ | ------ |
| 34 336 | 32 129 | 29 623 | 27 615 | 25 370 | 25 103 | 24 230 | 23 146 |

## Administration

### Siège
Le siège de la communauté de communes est situé à Bellac.

### Les élus
Le conseil communautaire de la communauté de communes se compose de 62 conseillers, représentant toutes les communes membres et élus pour une durée de six ans.
Ils sont répartis comme suit :
| Nombre de conseillers | Communes                                                                           |
| --------------------- | ---------------------------------------------------------------------------------- |
| 9                     | Bellac                                                                             |
| 4                     | Le Dorat, Magnac-Laval, Val-d'Oire-et-Gartempe                                     |
| 2                     | Arnac-la-Poste, Cieux, Peyrat-de-Bellac, Saint-Sulpice-les-Feuilles, Val d'Issoire |
| 1 (+ 1 suppléant)     | les autres communes                                                                |

### Présidence
| Période      | Période      | Identité              | Étiquette | Qualité         |
| ------------ | ------------ | --------------------- | --------- | --------------- |
| janvier 2017 | Juillet 2020 | Corine Hourcade-Hatte | SE        | Maire de Bellac |
| Juillet 2020 | En cours     | Jean-François Perrin  | PS        | Maire de Blond  |

### Régime fiscal et budget
Le régime fiscal de la communauté de communes est la fiscalité professionnelle unique (FPU).